# زالومون جيمس دي روتشيلد
زالومون جيمس دي روتشيلد (بالفرنسية: Salomon James de Rothschild)‏ هو نجم اجتماعي فرنسي، ولد في 30 مارس 1835 في باريس في فرنسا، وتوفي بنفس المكان في 14 مايو 1864.